# 德瓦達斯

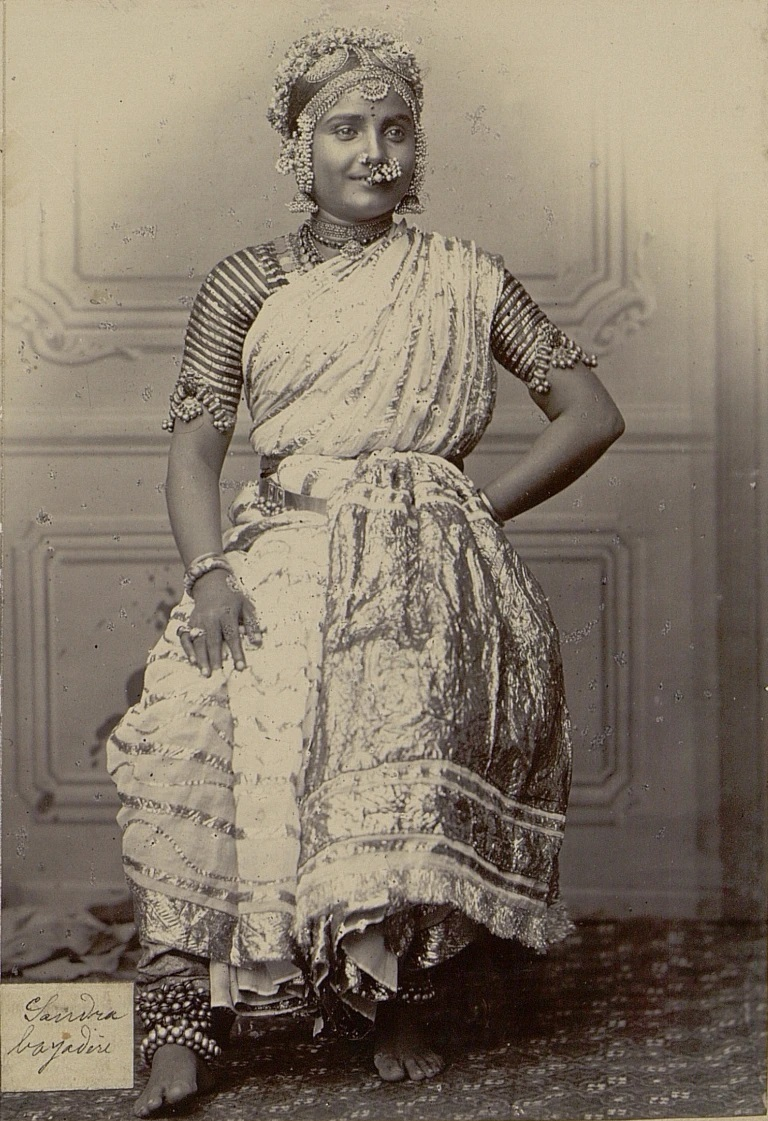
一名德瓦達斯

德瓦達斯（Devadasi），是印度西部的南部和部分地區，把一個奉獻給印度教寺院的8-16歲的處女的稱呼。
她們除祈禱和服務寺院外，也學習藝術和表演舞蹈。傳統上，她們有很高的社會地位，在英國統治印度時代因作為寺廟和寺廟藝術的讚助人的國王變得無能為力，加上她們被指與寺院中的婆羅門有性關係被印度改革派人士提議取締。
在1947年印度獨立一年後，馬德拉斯成立了德瓦達西（防止奉獻）法案，在1988年全印度也禁止奉獻德瓦達斯，但是一些地方仍然非法行事(如在卡納塔克邦)。